# Iuri Galanskov
Iuri Galanskov   (Moscou, 19 de juny de 1939 - Barashevo, 4 de novembre de 1972), nom complet amb patronímic Iuri Timoféievitx Galanskov, rus: Ю́рий Тимофе́евич Галанско́в, fou un poeta, historiador, activista dels drets humans i dissident soviètic. Per les seves activitats polítiques, com ara fundar i editar l'almanac en samizdat Féniks, fou reclòs a presons, camps de treball i hospitals psiquiàtrics de tractament forçós (psikhuixkes). Va morir en un camp de treball.

## Primeres publicacions
Nasqué al si d'una família treballadora. El 1960 va ingressar al departament de correspondència de la Facultat d'Història de la Universitat Estatal de Moscou, de la qual fou expulsat després del segon semestre. El 1965 va ingressar al departament de nit de l'Oficina Estatal de l'Institut d'Història i Arxius de Moscou.
Iuri Galanskov va començar les seves activitats dissidents el 1959, com a participant en les lectures de poesia de la plaça Maiakovski de Moscou. Diversos dels seus treballs van ser publicats a l'almanac poètic Síntaksis. Després que Aleksandr Guínzburg fos arrestat el 1960 per publicar Síntaksis, Iuri Galanskov es va convertir en el líder de la publicació de dissidents a la Unió Soviètica. La primera publicació de Galanskov, Féniks, va arribar el 1961 i contenia crítiques directes al govern soviètic, en part en forma de poesia. Féniks va publicar obres de Borís Pasternak, Natàlia Gorbanévskaia, Ivan Kharabàrov i el mateix Galanskov.
Com a càstig per la publicació de Féniks, les autoritats soviètiques van condemnar Galanskov i el van recloure diversos mesos en un hospital psiquiàtric. Després del seu alliberament, Galanskov va fer una amistat amb Aleksandr Guínzburg, i junts els dos editors van fer arranjaments per publicar la seva obra a Occident.
Gueorgui Sxedrovitski, que havia estat mestre de Galanskov a l'escola, va signar una carta en suport de Galanskov i Guínzburg durant el seu judici farsa al febrer de 1968.

## El judici Siniavski-Daniel
Durant els anys de lideratge de Nikita Khrusxov, les frustracions havien estat augmentant al Kremlin per la dificultat de suprimir el moviment literari del samizdat. El 1965, els soviètics van detenir Iuli Daniel i Andrei Siniavski, dos prominents escriptors en samizdat. El subsegüent procés va esdevenir un espectacle mediàtic, amb "Pravda" emetent condemnes apassionades dels acusats. El judici, però, no va desanimar el moviment literari clandestí. En lloc d'això, va provocar que es produís la primera manifestació política espontània a la Unió Soviètica en 30 anys, cosa que Galanskov va ajudar a organitzar. Iuri Galanskov i Aleksandr Guínzburg també van recopilar notes detallades del judici i van publicar les seves observacions en un informe de quatre-centes pàgines conegut com "El llibre blanc". Aquesta obra es va difondre àmpliament entre els escriptors dissidents i, finalment, va ser enviada clandestinament a Occident.

## Treball final
Poc després de la publicació d'El llibre blanc, Galanskov va llançar la segona edició de Féniks, titulada Féniks 66. Aquest número presentava treballs de Gorbanévskaia, Iuri Stefànov, i Vladímir Bàtxev. Generalment es va considerar que era encara més atrevit que el primer número. El KGB el va arrestar a ell i a altres quatre persones al gener del 1967.

## Judici dels Quatre
En el que vindria a ser conegut com a Judici dels Quatre o procés Guínzburg-Galanskov, la Unió Soviètica va presentar acusacions contra Iuri Galanskov per publicar Féniks. Els fiscals també van acusar Aleksei Dobrovolski de contribuir a la revista, Vera Laixkova d'ajudar a escriure el manuscrit, i Aleksandr Guínzburg de col·laborar amb Galanskov en El llibre blanc. Laixkova va ser condemnada a un any de presó. Dobrovolski va ser condemnat a dos anys de treballs forçats, mentre que Guínzburg va rebre una condemna de cinc anys de treball forçats. Galanskov va ser condemnat a set anys en un camp de treball a Mordòvia.

## Empresonament i mort
Durant els seus anys de presó, Galanskov va defensar els drets dels presos. En col·laboració amb Guínzburg, va escriure una carta que descrivia les males condicions i els cruels guàrdies del camp de treball. La carta va ser traslladada fora de la Unió Soviètica i publicada a Occident.
Segons relats que van arribar a Occident en aquell moment, a Galanskov, que patia una úlcera grastroduodenal, no se li va permetre de rebre atenció mèdica després del seu empresonament i va ser alimentat amb racions carceràries de peix salat i pa negre. Va morir després d'haver estat operat d'una úlcera perforada per un altre pres que no era cirurgià qualificat. Després de l'operació, l'administració del camp de treball es negà a traslladar-lo a un hospital i no permeté que el visitessin metges qualificats. Abans de la seva mort, Galanskov va aconseguir esmunyir una carta a casa on deia: "Estan fent-ho tot per accelerar la meva mort.